# Волиця-Пяскова
Волиця-Пяскова (пол. Wolica Piaskowa) — село в Польщі, у гміні Сендзішув-Малопольський Ропчицько-Сендзішовського повіту Підкарпатського воєводства.
Населення — 1200 осіб (2011).
У 1975-1998 роках село належало до Ряшівського воєводства.

## Демографія
Демографічна структура станом на 31 березня 2011 року:
|          | Загалом | Допрацездатний вік | Працездатний вік | Постпрацездатний вік |
| -------- | ------- | ------------------ | ---------------- | -------------------- |
| Чоловіки | 593     | 122                | 415              | 56                   |
| Жінки    | 607     | 116                | 364              | 127                  |
| Разом    | 1200    | 238                | 779              | 183                  |